# アリー・セブ
アリー・セブ（フランス語: Ali Saibou, 1940年6月17日 - 2011年10月31日）は、ニジェールの軍人、政治家。同国元首（第3代）。1987年にセイニ・クンチェの跡をついでニジェールの元首となり、1993年までその座についていた。最終階級は少佐およびフランス陸軍軍曹。
セブはジェルマ人として、ニアメ北方300kmにあるワラムの町に近いディンガジバンバ村で生まれた。セブは軍人の道を目指し、セネガルのサンルイにある学校に進学した後、Senegalese Tirailleursに入隊し、1960年にカメルーンでの軍事行動に従軍して負傷した。同年ニジェールが独立すると、セブは軍曹として新設されたニジェール国軍に入隊した。1969年にはンギグミの部隊に、1973年にはアガデスの部隊に異動し、そこで大尉に昇進した。1974年4月のセイニ・クンチェのクーデターにおいてはセブはクンチェに協力してアガデスから首都ニアメへと進軍し、クーデター成功に多大な貢献をした。その功績で彼は少佐へと昇進し、さらに1974年11月20日、農村経済・環境大臣として入閣し、参謀長となった。
しかしクンチェはセブを疑い、1975年6月、セブに大臣職の辞任と陸軍における指揮権の放棄を求めた。セブはこの要求を完全に受け入れ、そのためクンチェの恐怖心は和らぎ、以後もセブはクンチェの部下として、1987年11月10日にクンチェが死亡するまで忠誠を尽くした。
クンチェが死亡すると参謀長であったセブが後継となり、1987年11月14日、セブは最高軍事評議会議長に就任した。セブは元首となると、それまでの最高軍事評議会による軍政から、1989年1月に単一政党として社会発展国民運動（MNSD）を結成して民政移管を目指した。12月には新憲法の下で大統領選挙を行って、唯一の候補として立候補したセブが当選を果たした。これによって形式上はニジェールは民政復帰したものの、民主化には程遠いものだった。1990年にはいると北部でトゥアレグ人との軍事衝突が起き、さらに首都ニアメで学生デモが起きて民主化運動が拡大し、セブは複数政党制を認めた。1991年3月の党大会においては軍の支持の元で党首の座を維持したが、11月には党首の座をタンジャ・ママドゥに譲った 。1993年の大統領選挙で野党の民主社会会議のマハマヌ・ウスマンが当選すると、セブは政界を引退し、故郷の村へと帰った。
2011年10月31日、首都ニアメで死去。国家全体が3日間喪に服した。